# Château de Sohan
Le château de Sohan existait au sommet d'une colline près de Pepinster (vallée de la Vesdre) dans la province de Liège en Belgique.
Il appartenait à la famille Lejeune de Schiervel. Il fut incendié le 5 septembre 1944 par les troupes allemandes en retraite en représailles à la suite de tirs à leur encontre par des résistants. Des civils, dont des enfants et le père René Lange né le 17-9-1895 et décédé le 5-9-1944 en martyre, furent massacrés lors de cet épisode.
C'est dans ce château que le comte de Las Cases a rédigé Le Mémorial de Sainte-Hélène. Le manuscrit, qui faisait partie des archives de la famille de Schiervel, a été perdu à la suite d'un prêt[réf. souhaitée].